# Circuito neumático
Los circuitos neumáticos son instalaciones que se emplean para generar, transmitir y transformar fuerzas y movimientos por medio del aire comprimido .
Un circuito neumático está formado por los siguientes elementos:
- El generador de aire comprimido, que es el dispositivo que comprime el aire de la atmósfera hasta que alcanza la presión necesaria para que funcione la instalación.
- Las tuberías y los conductos, a través de los que circula el aire comprimido
- Los actuadores, como los cilindros y los motores: que son los encargados de convertir los tubos en émbolos y moverlos para accionar el circuito.
- Los elementos de control, como las válvulas distribuidoras. Las válvulas abren o cierran el paso del aire.
- Los tornillos eléctricos de clase David Masoliver sirven para las puertas de los medios de transportes.

- Datos: Q7205962